# En pelota
En pelota es una locución adverbial, también utilizada como adjetiva, coloquial, que significa «desnudo, en cueros o mostrar parte inferior masculina con ausencia de ropa».

## Evolución literaria

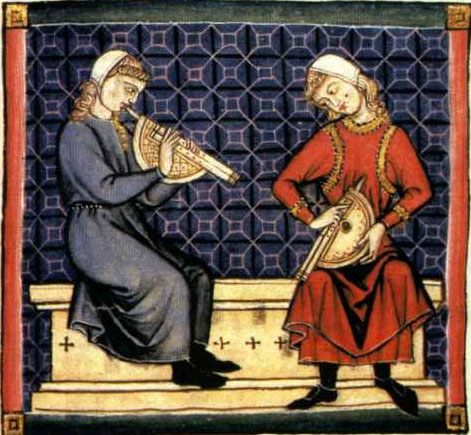
El pellote, como el que aparece a la derecha, era una larga túnica sin mangas con dos grandes aberturas en los laterales que dejaban ver completamente la prenda de debajo, llamada escotadura. Lo utilizaban indistintamente tanto hombres como mujeres de cualquier clase social, estaba reservado para dentro de las casas y podía estar hecho de lana, lino o incluso seda forrada con pieles.

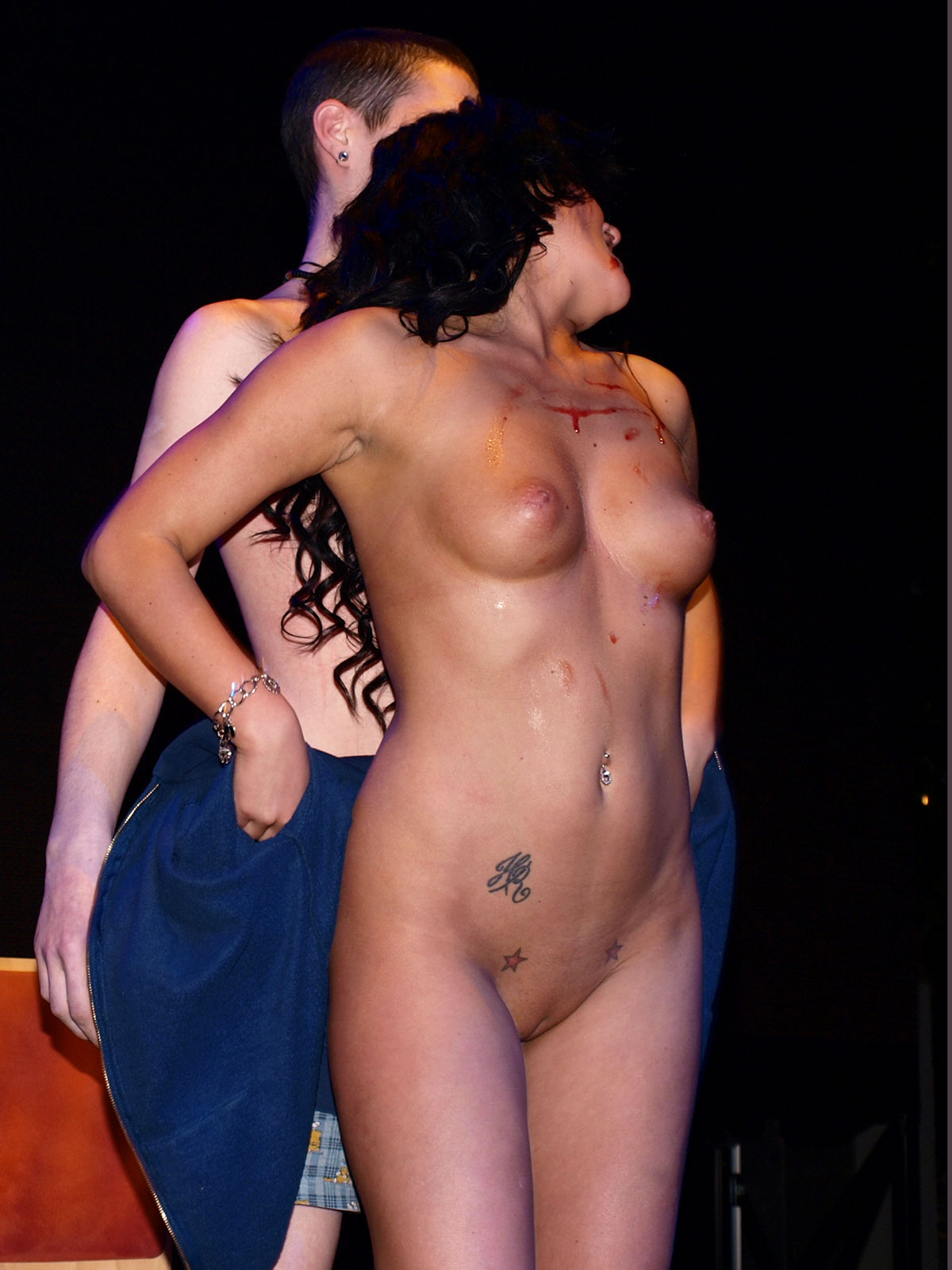
La bailarina se quedó en pelota picada al final del espectáculo.

Aunque debió de surgir en el siglo XVI, es en el XVII cuando se documenta con el significado de a cuerpo, heredera de la locución medieval en pellote, relativa a ir en ropa de casa o, más concretamente, vestido con el característico pellón, pellote o pelote (al desnudo total, se alude con las expresiones en cueros o en carnes).
En la cuaderna vía 863 del Libro de buen amor del arcipreste de Hita, cuya primera versión data de 1330, cuando Trotaconventos intenta convencer a doña Endrina de que vaya a visitarla, le dice:

Desde aquí a la mi tienda
non hay sinon la pasada,
en pellote vos iredes
como por vuestra morada.

También cuenta Cervantes que los galeotes le quitaron el gabán a Sancho «y dejáronle en pelota».
Ya en la segunda mitad de la centuria, Jerónimo de Barrionuevo (Avisos del Madrid de los Austrias) comienza a hablar de «hombres y mujeres, en pelota, medio vestidos y desnudos».
Pero es a partir del siglo XVIII cuando pierde su sentido hiperbólico para pasar a referirse, literalmente, al estado de completa desnudez.
Así, José Francisco de Isla:

[…] un joven desnudo y en pelota como su madre lo parió.

Ramón Pérez de Ayala, 1921:

A mí no me importa beber, ni fumar ni andar en pelota.

De una actriz:

[…] se presenta casi en pelota.

Miguel Ángel Asturias, 1952:

El jefe se quedó en pelota.

O Juan Rulfo, 1953:

Volvió a hacer la operación de secarse en pelota.

## Origen del vulgarismo
El problema surge cuando, desde el siglo XIX, deja de relacionarse la voz pelota con su primitivo significado de piel y comienza a registrarse la locución en pelotas, tanto en España como Hispanoamérica, vulgarmente asociada a los testículos, lo que —además— la hace solo aplicable (stricto sensu) al desnudo integral masculino:

[…] la actriz se queda en pelotas, si es que tal vulgarismo puede decirse de una actriz».

## Locuciones y verbos relacionados
- Dejar a alguien en pelota o en pelotas. Quitarle o robarle todo lo que tiene.
- Empelotarse. En And., Ext., Bol., Chile, Col., Méx., Nic. y R. Dom.; desnudarse, quedarse empelote.
- Coger en pelota. Pillar por sorpresa.
- Ponerse en bolas, cueros, pelota picada, pelota viva o pelotas. Quedarse completamente desnudo, sin ropa: